# Gare de Hofstade
La gare de Hofstade (en néerlandais : station Hofstade) est une gare ferroviaire belge de la ligne 27B de Y Weerde à Y Wavre-Sainte-Catherine située à Hofstade, sur la commune de Zemst, dans la province du Brabant flamand, en Région flamande.
C'est un point d'arrêt non gardé (PANG) à accès libre de la Société nationale des chemins de fer belges (SNCB) desservi par des trains Suburbains (S4).

## Situation ferroviaire
Établie à 18 m d'altitude, la gare de Hofstade se trouve au point kilométrique (PK) 1.9 de la ligne 27B de Y Weerde à Y Wavre-Sainte-Catherine entre la bifurcation de Weerde et la bifurcation de Prinsenhoek.

## Histoire
La ligne 27B, qui constituait une entité commune avec la ligne 25A, est mise en service le 16 avril 1907 par les Chemins de fer de l'État belge (future SNCB en 1926). À cette époque, il n'y a pas d'arrêt pour les voyageurs à Hofstade.
Les excavations nécessaires aux levées de terres pour la construction de la ligne ont constitué un grand étang autour duquel se bâtit le domaine provincial de Hofstade, inauguré vers 1932.
En 1930, la SNCB inaugure une simple halte à Hofstade pour desservir le village, tout proche.
En raison de la proximité de l'étang du domaine de Hofstade, la halte a porté le nom de Hofstade-Étang (en néerlandais : Hofstade Meer)[Quand ?] et jusqu'en 1959 de Hofstade-Plage (en néerlandais : Hofstade Strand).

## Service des voyageurs

### Accueil
La gare de Hofstade est un point d'arrêt non gardé (PANG) à accès libre. L'achat des tickets s'effectue via un automate de vente à proximité du pont sur la chaussée.

### Desserte
Hofstade est desservie, uniquement en semaine (jours ouvrables), par des trains de la ligne S4 du RER bruxellois (S4) de la SNCB circulant sur les lignes commerciales 25 et 26 (voir brochures SNCB).
La desserte comprend un train S4 toutes les heures dans chaque sens. Ils circulent de Malines à Alost via Vilvorde, Evere, Merode, Etterbeek, Bruxelles-Luxembourg et Jette.

## Comptage voyageurs
Le graphique et le tableau montrent le nombre de passagers qui en moyenne embarquent durant la semaine, le samedi et le dimanche.
| Nombre de voyageurs qui embarquent à la gare de Hofstade | Nombre de voyageurs qui embarquent à la gare de Hofstade | Nombre de voyageurs qui embarquent à la gare de Hofstade | Nombre de voyageurs qui embarquent à la gare de Hofstade |
|                                                          | Semaine                                                  | Samedi                                                   | Dimanche                                                 |
| -------------------------------------------------------- | -------------------------------------------------------- | -------------------------------------------------------- | -------------------------------------------------------- |
| 1977                                                     | 76                                                       | -                                                        | -                                                        |
| 1978                                                     | 80                                                       | -                                                        | -                                                        |
| 1979                                                     | 58                                                       | -                                                        | -                                                        |
| 1980                                                     | 49                                                       | -                                                        | -                                                        |
| 1981                                                     | 57                                                       | -                                                        | -                                                        |
| 1982                                                     | 74                                                       | -                                                        | -                                                        |
| 1983                                                     | 43                                                       | -                                                        | -                                                        |
| 1984                                                     | 55                                                       | -                                                        | -                                                        |
| 1985                                                     | 69                                                       | -                                                        | -                                                        |
| 1986                                                     | 73                                                       | -                                                        | -                                                        |
| 1987                                                     | 71                                                       | -                                                        | -                                                        |
| 1988                                                     | 69                                                       | -                                                        | -                                                        |
| 1989                                                     | 92                                                       | -                                                        | -                                                        |
| 1990                                                     | 58                                                       | -                                                        | -                                                        |
| 1991                                                     | 72                                                       | -                                                        | -                                                        |
| 1992                                                     | 80                                                       | -                                                        | -                                                        |
| 1993                                                     | 72                                                       | -                                                        | -                                                        |
| 1994                                                     | 70                                                       | -                                                        | -                                                        |
| 1995                                                     | 52                                                       | -                                                        | -                                                        |
| 1996                                                     | 63                                                       | -                                                        | -                                                        |
| 1997                                                     | 80                                                       | -                                                        | -                                                        |
| 1998                                                     | 100                                                      | -                                                        | -                                                        |
| 1999                                                     | 60                                                       | -                                                        | -                                                        |
| 2000                                                     | 96                                                       | -                                                        | -                                                        |
| 2001                                                     | 68                                                       | -                                                        | -                                                        |
| 2002                                                     | 74                                                       | -                                                        | -                                                        |
| 2003                                                     | 77                                                       | -                                                        | -                                                        |
| 2004                                                     | 89                                                       | -                                                        | -                                                        |
| 2005                                                     | 81                                                       | -                                                        | -                                                        |
| 2006                                                     | 98                                                       | -                                                        | -                                                        |
| 2007                                                     | 88                                                       | -                                                        | -                                                        |
| 2008                                                     | -                                                        | -                                                        | -                                                        |
| 2009                                                     | 65                                                       | -                                                        | -                                                        |
| 2010                                                     | -                                                        | -                                                        | -                                                        |
| 2011                                                     | -                                                        | -                                                        | -                                                        |
| 2012                                                     | 76                                                       | -                                                        | -                                                        |
| 2013                                                     | 69                                                       | -                                                        | -                                                        |
| 2014                                                     | 66                                                       | -                                                        | -                                                        |
| 2015                                                     | 84                                                       | -                                                        | -                                                        |
| 2016                                                     | 64                                                       | -                                                        | -                                                        |
| 2017                                                     | 48                                                       | -                                                        | -                                                        |
| 2018                                                     | 68                                                       | -                                                        | -                                                        |
| 2019                                                     | 63                                                       | -                                                        | -                                                        |
| 2020                                                     | 35                                                       | -                                                        | -                                                        |
| 2021                                                     | -                                                        | -                                                        | -                                                        |
| 2022                                                     | 143                                                      | 0                                                        | 0                                                        |
| 2023                                                     | 114                                                      | 0                                                        | 0                                                        |
| 2024                                                     | 104                                                      | -                                                        | -                                                        |